# 무림쟁패: 황제암살단
《무림쟁패: 황제암살단》(武林爭覇: 皇帝暗殺團, 중국어: 长安侠影之天谴之谜)은 2017년 2월 대한민국에서 개봉한 중국의 액션, 드라마 영화이다.

## 줄거리
전설적인 7대 고수들로 이루어진 극악무도한 자객 집단 천조사사. 그들이 황제를 암살하려는 조짐이 보이자 나라 전체가 황제의 안위를 지키기 위해 만전을 기한다. 그러나 천조사사는 보란듯이 장안을 휘젓고 다니며 국기를 흐트러뜨린다. 황제의 호위무사 이어풍은 황제를 지키고 천조사사 일당을 물리치기 위해 최후의 결단을 내린다.

## 출연
- 양준우
- 양서장
- 금초
- 류탁정